# Fabrizia
Fabrizia é uma comuna italiana da região da Calábria, província de Vibo Valentia, com cerca de 2.689 habitantes. Estende-se por uma área de 38 km², tendo uma densidade populacional de 71 hab/km². Faz fronteira com Acquaro, Arena, Galatro (RC), Grotteria (RC), Martone (RC), Mongiana, Nardodipace, San Pietro di Caridà (RC).

## Demografia
| Variação demográfica do município entre 1861 e 2011                               |
|                                                                                   |
| Fonte: Istituto Nazionale di Statistica (ISTAT) - Elaboração gráfica da Wikipedia |